# Malicious Software Removal Tool
Malicious Software Removal Tool (MSRT) est un logiciel pour Windows, distribué gratuitement par Microsoft et visant à supprimer les logiciels malveillants les plus répandus.
Il est distribué automatiquement via Microsoft Update mais peut également être téléchargé et exécuté manuellement sous la forme d'un fichier nommé Mrt.exe.